# 茹夫一
茹夫一（1916年—2007年），男，山西猗氏（今临猗）人，中国人民解放军少将，第五届全国人民代表大会代表。

## 生平
1938年，茹夫一参加八路军，同年加入中国共产党。抗日战争期间，任抗大一分校一支队长，三支队参谋主任、营长，胶东军区北海军分区营长。第二次国共内战时期，历任东北民主联军辽东军区通化支队参谋处长、杨靖宇支队参谋长，东北野战军第五纵队十四师参谋长。1949年后，任成都军区参谋长、副司令员。在朝鲜战争中，组成了中朝联军游击支队，时任42军125师副师长，任第一支队长兼政委，他带领第一支队开展游击战，夜袭交通要道。奠边府战役期间担任越共顾问。1964年晋升为少将军衔。